# The Cowsills
The Cowsills is een Amerikaanse zanggroep uit Newport, die als voorbeeld diende voor de tv-serie The Partridge Family, bestaande uit zes broers en één zus die bekend stonden om hun professionele optreden en het zingen van harmonieën op jonge leeftijd, later met hun moeder. De band werd begin 1965 opgericht door de broers Bill, Bob en Barry Cowsill, hun broer John trad kort daarna toe. Oorspronkelijk speelden Bill en Bob gitaar en Barry drumde. Toen John leerde drummen en zich bij de band voegde, begon Barry bas te spelen. Na hun aanvankelijke succes werd de groep uitgebreid met hun broer Paul en zus Susan, samen met hun moeder Barbara. Een zevende broer, Bobs twee-eiige tweelingbroer Richard, maakte nooit deel uit van de band tijdens de hoogtijdagen, hoewel hij in latere jaren af en toe met hen optrad.
De roadmanager van de band was voor het grootste deel van hun carrière Richard 'Biggie' Korn. Toen de groep in 1967 uitbreidde tot het volledige gezinslidmaatschap, varieerden de zes broers en de zus in leeftijd van 8 tot 19. Samen met hun moeder Barbara Cowsill-Russell inspireerde de groep de televisieshow The Partridge Family uit de jaren 1970.
Bill, Paul en Susan treden nog steeds op als The Cowsills en brachten in oktober 2022 een nieuw album uit: Rhythm Of The World.

## Bezetting
- John Cowsill
- Robert Cowsill
- Barry Cowsill
- William Cowsill
- Paul Cowsill
- Richard Cowsill
- Susan Cowsill
- Barbara Cowsill

## Carrière

### Oorsprong en vroege successen
De muzikale carrière van de Cowsills begon, toen hun vader William 'Bud' Cowsill eind jaren 1950 was gestationeerd in Canton als personeelswerver bij de Amerikaanse marine. Bill en Bob leerden zichzelf gitaar spelen. Naarmate de muzikale en vocale vaardigheden van de jongens zich ontwikkelden, begonnen ze op te treden op kerkschooldansen in Stark County. Deze en andere optredens leidden tot het eerste televisieoptreden van de jongens in de Gene Carroll Show op WEWS in Cleveland.
Nadat Bud met pensioen was gegaan bij de marine, begeleidden hij en zijn vrouw tot 1967 de carrière van hun kinderen.
In het najaar van 1965 werden The Cowsills ingehuurd als een reguliere act op Bannisters Wharf in Newport. De groep voerde veel van de populaire liedjes van de dag uit, waaronder de muziek van The Beatles. Een handvol singles werd uitgebracht bij JODA Records, een label dat eigendom was van Danny Sims en Johnny Nash (van I Can See Clearly Now) en Philips Records in 1965 en 1966, met slechts een bescheiden succes. Nadat Leonard Stogel het management van de band overnam, werden ze in 1967 gecontracteerd bij MGM Records. Barbara, die bij hun fans liefkozend bekend zou worden als 'mini-mom' vanwege haar kleine gestalte, voegde zich net op tijd bij de groep om het eerste album van de band op te nemen, inclusief de hitsingle The Rain, The Park & Other Things met Bill op zang. Er werden meer dan een miljoen exemplaren van verkocht en werd bekroond met een gouden plaat. Met het succes van de single werd de band al snel een populaire act in de Verenigde Staten en kreeg ze veel airplay in Engeland en andere delen van Europa. The Rain, The Park and Other Things bereikte nummer 2 in de Billboard Hot 100.
The Cowsills brachten tussen 1967 en 1970 in totaal vijf albums uit voor MGM-records. Na het succes van Rain en hun gelijknamige album piekte het titelnummer van hun tweede album We Can Fly in het voorjaar van 1968 op nummer 21. Tegen die tijd was Susan aan de groep toegevoegd. Later datzelfde jaar scoorden ze nog een Top 10-hit met het nummer Indian Lake, geproduceerd door Wes Farrell, dat nummer 10 in de Amerikaanse hitlijsten bereikte. Captain Sad and his Ship of Fools was het album waarop het verscheen en werd geproduceerd door Bill en Bob. Paul werd ook aan de groep toegevoegd.
In september 1968, na de zomertournee van de groep, verhuisde het gezin naar Santa Monica. Kort na aankomst ontvingen ze per post een kopie van het soundtrackalbum Hair van de beroemde schrijver-producent-acteur Carl Reiner, die de special Wonderful World of Pizzazz voor televisie aan het samenstellen was. De special zou een viering zijn van de hippiemode en muziek van die tijd. Reiner wilde dat de groep in de show zou verschijnen met Hair, het titelnummer van de huidige hitmusical, en gaf aan dat hun optreden ook een satirisch randje zou hebben dankzij de nevenschikking van de brandschone familiegroep die een lied zingt over langharige hippies. De groep had op dat moment nog niet van de musical gehoord en beschouwde het verzoek van Reiner meer als een opdracht.
Na repetities bij hen thuis en demosessies in de SIR Studios op Santa Monica Boulevard, werd begin oktober 1968 de versie Hair van The Cowsills gedurende twee dagen opgenomen in de TTG Studios in Hollywood, waar het tv-bedrijf dat de special produceerde vaste klanten waren. Een belangrijke attractie van TTG was de op maat gemaakte 16-track recorder, de enige machine die destijds in Los Angeles beschikbaar was, die toonaangevende rockacts als Jimi Hendrix en Frank Zappa aantrok. In samenwerking met huistechnicus Angel Balestier werd het nummer gearrangeerd en geproduceerd door Bob en Bill, die ervoor zorgden dat elk lid van de groep een individueel zanggedeelte aan de opname kon bijdragen, zowel in de lead- als de achtergrondzang, zodat elk van de leden van de groep op het scherm zouden verschijnen wanneer ze het voor de tv-special uitvoerden.
Geïnterviewd in 2018, herinnerde Bob Cowsill zich het intensieve opnameproces, dat werd bemoeilijkt door het feit dat de groep al enkele maanden niet in een opnamestudio was. De basisritmetrack werd eerst vastgelegd door Bill, Bob, John en Barry, maar John (die toen pas 12 was) had moeite om de tijdveranderingen in het nummer onder de knie te krijgen, vooral tijdens de overbruggingssectie (Oh say can you see) en er waren naar verluidt meer dan 100 opnamen nodig om tot een bevredigend resultaat te komen. De groep ging vervolgens verder met het opnemen van de uitgebreide achtergrond- en leadzangnummers, die ingewikkeld waren gearrangeerd en ontwikkeld. De achtergrondzang was allemaal dubbel gevolgd en Balestier voegde een extra vonk toe aan elke vocale passage door het signaal van de vocale microfoon eerst door een Leslie-luidspreker te sturen en vervolgens naar de TTG-echokamer. Het zuivere vocale signaal, het 'Leslie-ed' vocale signaal en het Leslie-plus-echo-signaal werden vervolgens allemaal afzonderlijk teruggevoerd naar de console en gemixt op één spoor van de master. Elk deel van de achtergrondzang werd vervolgens dubbel gevolgd op een tweede nummer, met dezelfde opstelling van Leslie en echo, waardoor een zeer dicht en weelderig geluid ontstond. Een ander opmerkelijk kenmerk van het arrangement werd bepaald door het doel van de opname, het netwerk was bang dat sommige teksten in het lied problematisch zouden kunnen zijn voor kijkers/luisteraars in de meer sociaal conservatieve gebieden van de Verenigde Staten, dus de groep liet het oorspronkelijke laatste couplet weg (waarin God, Jezus en de Bijbel worden genoemd) en verving het door een herhaling van het eerste vers.
Balestier mixte de monotrack voor de groep om te gebruiken tijdens de opnamen van de special aan het einde van de laatste opnamedag, maar MGM Records had op dat moment geen interesse om het nummer uit te brengen. Bill liet een acetaat van het nummer knippen bij DCT Recorders, dat uiteindelijk werd gespeeld voor een deejay bij WLS (AM) in Chicago, waar het veel aandacht trok. De tv-special werd opgenomen op 5 januari 1969 in San Francisco. Toen de uitzenddatum van 18 maart naderde, veranderde MGM van gedachten en bracht de single uit. Tegelijkertijd werkten Bill en Bob aan het livealbum The Cowsills in Concert (uitgebracht op 3 mei), dat een stereomix van Hair bevatte en het bestverkochte album van de groep werd. De groep had een nummer 2 Amerikaanse hit en een miljoenenseller met deze versie van de titelsong van de musical Hair.
Van 1968 tot 1972 speelde de band gemiddeld 200 optredens per jaar. Ze hadden hun eigen stripboek uitgegeven bij Harvey Comics in 1968.

### Ontbindingen en reünies
Volgens de documentaire Family Band: The Cowsills Story werd Bill door zijn vader uit de groep ontslagen nadat ze een ruzie hadden gehad die eindigde met de arrestatie van Bud. Nu geleid door Bob, gingen The Cowsills verder als een groep die nog drie albums uitbracht: twee met MGM, waaronder een compilatie van de grootste hits, en vervolgens één met London Records. In 1972 hadden Barbara, Paul en Susan de groep verlaten en keerde Bill terug met de formatie van het oorspronkelijke kwartet. Ze brachten de single Covered Wagon uit, die zich niet plaatste in de hitlijst. Kort daarna stopten The Cowsills met samenspelen als band te midden van een reeks interpersoonlijke ruzies. De individuele leden gingen door met verschillende carrièrepogingen binnen en buiten de muziekindustrie, maar ze verschenen wel op Madison Jr. High School in Tampa als The Cowsills voor één optreden in het midden van de jaren 1970. Sommigen produceerden albums en traden van tijd tot tijd op, zij het niet als The Cowsills, gedurende de rest van de jaren 1970 tot in de jaren 1990. Eén project in het bijzonder was de band Bridey Murphy, die werd geformeerd medio jaren 1970 en waarin Paul, Bill, Barry en Waddy Wachtel met wisselend succes optraden.
In 1978 namen verschillende van de Cowsills, waaronder Paul, John, Barry, Bob en Susan, het album Cocaine Drain op met producent Chuck Plotkin. In maart 2008 werd uiteindelijk een versie van het album uitgebracht, geremasterd onder leiding van Bob Cowsill. Verscheidene andere niet eerder uitgebrachte nummers werden opgenomen op de publicatie van 2008.
De vier centrale leden van de groep creëerden het powerpop-nummer Is It Any Wonder? in 1993, die werd uitgebracht in de veelgeprezen multi-artiestencollectie Yellow Pills, Vol. 1: The Best of American Pop.
In de jaren na de splitsing van de groep zette Susan haar muzikale carrière voort als lid van The Continental Drifters, samen met zowel haar eerste echtgenoot Peter Holsapple als haar tweede echtgenoot Russ Broussard. Ze was medio jaren 1980 lid van de band van Dwight Twilley en leidt momenteel haar eigen band, de Susan Cowsill Band. Haar eerste soloalbum Just Believe it werd eind 2005 uitgebracht door Blue Corn Music. In 2011 was ze te zien in een aflevering van de HBO-serie Tremé.
John Cowsill heeft ook zijn carrière voortgezet. Sinds december 2000 is John een vast lid van The Beach Boys tourneeband, hij speelt drums en keyboards en zingt op sommige van hun nummers. In eerdere jaren trad hij op met artiesten als Jan & Dean en Dwight Twilley.
Bill Cowsill verhuisde in de jaren 1970 naar Canada en deed het goed in dat land als soloartiest en als lid van Blue Northern in Vancouver, British Columbia, voordat hij The Blue Shadows formeerde, die twee albums opnam voor Sony Canada.
Na als geluidstechnicus voor Helen Reddy te hebben gewerkt, verliet Paul Cowsill de muziek voor een carrière in de bouwsector. Hij werkte als tuinarchitect aan verschillende films en tv-shows, waaronder de Twilight-serie en Grimm.
In 1990 hergroepeerden Bob, Paul, John en Susan zich opnieuw als The Cowsills nadat de familie in concert was verschenen voor de gesyndiceerde radioshow The Lost 45s with Barry Scott. Het oorspronkelijke plan was om gewoon het oldiescircuit te betreden, maar na wat wikken en wegen besloten ze om nieuw materiaal te presenteren, geschreven door Bob en zijn vrouw Mary Jo. Deze incarnatie van de band begon met het spelen in kleine clubs en showcases in de omgeving van Los Angeles en verspreidde zich uiteindelijk naar vergelijkbare locaties in het hele land en naar Canada. Hun optredens genereerden positieve recensies van zowel critici als fans, waaronder een zeer goed ontvangen optreden in The Late Show met Joan Rivers in de hoofdrol.
Het succes van deze reünie bracht The Cowsills weer de opnamestudio in, wat resulteerde in het album Global. Dit heeft in de loop der jaren ook geleid tot meerdere reünies in verschillende vormen, variërend van enkele concerten tot speciale optredens bij grote evenementen. De meest opvallende van deze evenementen waren A Taste of Rhode Island in 2000, waarin alle zeven nog bestaande Cowsills te zien waren, en A Family Thing 2, een benefietconcert in 2004 voor Bills medische en financiële moeilijkheden destijds. Dit concert vond plaats in het El Rey Theatre in Los Angeles en bevatte een optreden van Shirley Jones, die de band introduceerde. Het was de eerste keer dat ze elkaar ooit hadden ontmoet. Als de moeder in het tv-programma geïnspireerd door The Cowsills, maakte Shirley er een punt van om ze 'the real thing' te noemen. Hoewel ze die avond niet met hen zong, speelden The Cowsills onmiddellijk na haar aankondiging I Really Want to Know You. Het is het enige nummer dat is opgenomen door zowel The Cowsills als The Partridge Family. In deze periode bracht Barry ook de solo-cd As Is uit.
In oktober 2004 kwamen Bob, Paul, Barry, Susan en Richard weer samen om het volkslied te zingen in Fenway Park voor Game 4 van de American League Championship Series 2004 tussen de Boston Red Sox en de New York Yankees. Dit optreden en de repetities ervoor zijn te zien in de documentaire Family Band: The Cowsills Story uit 2011.
Susans eerste solopublicatie Just Believe It werd uitgebracht in 2004 in Europa en in 2005 in de Verenigde Staten. Susan Cowsill blijft live spelen in New Orleans met haar man Russ Broussard en hun band, en speelt Covered In Vinyl-uitvoeringen met klassieke rockalbums die in hun geheel live zijn gespeeld. Sommige van deze optredens zijn opgenomen op locaties in New Orleans, zoals Carrollton Station en Chickie Wah Wah.
Susan Cowsills tweede soloalbum Lighthouse werd in 2010 uitgebracht met steun van de muzikantenorganisatie Threadheads uit New Orleans. Het is een conceptalbum waarin ze reflecteert op haar verliezen, voornamelijk door de orkaan Katrina en de dood van de broers Barry en Bill. Het album bevat harmonieën van haar overlevende broers (Bob, Paul en John), evenals optredens van Jackson Browne en Vicki Peterson en werd uitgebracht op 18 mei 2010.
De Cowsills werden op zondag 28 april 2013 opgenomen in de Rhode Island Music Hall of Fame.
Vanaf juni 2021 treedt de groep bestaande uit Bob, Paul en Susan en af en toe John nog steeds op en zal ze verschijnen op de Happy Together-tournee met The Turtles en verschillende andere bands uit de jaren 1960.

## Televisie-optredens
The Cowsills hadden veel televisieoptredens gedurende de late jaren 1960 en in de vroege jaren 1970. Hun optredens inbegrepen:
- The Ed Sullivan Show (tweemaal)
- The Tonight Show with Johnny Carson in de hoofdrol (tweemaal)
- American Bandstand
- The Mike Douglas Show
- The Barbara McNair Show
- Playboy After Dark
- Kraft Music Hall
- Music Scene
- The Johnny Cash Show
- Wonderful World of Pizzazz

The Cowsills maakten hun eerste verschijning in The Ed Sullivan Show op 29 oktober 1967. Hun tweede en laatste optreden was op 24 december 1967.
Optredens in spelshows waren onder meer The Generation Gap met Barbara en Bob en To Tell the Truth waarin het panel de echte Barbara Cowsill moest identificeren, wat #2 was. Ze kreeg twee stemmen, terwijl een van de twee 'bedriegers' ook twee stemmen kreeg. Tijdens het spelen stonden de broers en zussen achter de drie deelnemers.
Ze speelden in hun eigen tv-special A Family Thing in november 1968 bij NBC, waarin Buddy Ebsen een gastrol had. In 1969 benaderde Screen Gems de familie om zichzelf te portretteren in hun eigen tv-sitcom, maar toen hen werd verteld dat hun moeder zou worden vervangen door actrice Shirley Jones, ging de deal niet door. Screen Gems huurde later Jones' stiefzoon David Cassidy in om deel te nemen aan het tv-programma The Partridge Family en om vier jaar lang op ABC Television te draaien.
De Cowsills stonden ook bekend als woordvoerders van de American Dairy Association en verschenen in advertenties waarin melk werd gepromoot. Ze voerden het thema uit voor de film The Impossible Years (1968) van David Niven en zongen ook het thema voor Love American Style tijdens het eerste seizoen (1969).
Op 10 augustus 2010 debuteerde de documentaire Family Band: The Cowsills Story op het Rhode Island International Film Festival. Op 6 maart 2013 maakte de film zijn netwerktelevisiedebuut bij Showtime. De film, geregisseerd door Louise Palanker en mede geregisseerd/gemonteerd door Bill Filipiak, vertelt het verhaal achter de schermen van de familie, hun opkomst tot roem en de daaropvolgende val vanwege het controlerende en beledigende karakter van hun vader. De film bevat interviews met Tommy James, Shirley Jones en radiopersoonlijkheid Cousin Brucie.
In 2019 werden Bob, Paul en Susan Cowsill geïnterviewd door journalist Rod Labbe voor het tijdschrift RetroFan, waarin ze hun carrière en leven samen en apart bespraken.

## Nog levende leden
- Bob Cowsill (geboren 26 augustus 1949)
- Paul Cowsill (geboren 11 november 1951; Portsmouth, Virginia)
- John Cowsill (geboren op 2 maart 1956)
- Susan Claire Cowsill (geboren 20 mei 1959; Canton, Ohio)

## Inmiddels overleden
- Barbara Claire Cowsill (geboren: Russell) (12 juli 1928 – 31 januari 1985). Leeftijd 56 jaar. Ze overleed aan emfyseem terwijl ze in Scottsdale woonde. Haar begrafenis was de eerste echte reünie van alle familieleden sinds het uiteenvallen van de band.
- William 'Bud' Joseph Cowsill sr. (2 december 1925 - 29 september 1992). Leeftijd 66 jaar. Hij overleed aan leukemie terwijl hij in Mexico woonde.
- Barry Steven Cowsill (14 september 1954 - 29 augustus 2005). Leeftijd 50 jaar. Zowel Barry Cowsill als zijn zus Susan woonden in New Orleans toen orkaan Katrina op 29 augustus 2005 toesloeg. Susan en haar man verlieten New Orleans, maar de meeste van haar bezittingen in haar huis in New Orleans werden vernietigd. Een zwaar ontbonden lichaam dat op 28 december in de Chartres Street Wharf in New Orleans werd gevonden, werd op 4 januari 2006 geïdentificeerd als Barry. Hij had een stuk papier met zijn naam en telefoonnummer in zijn broekzak. Als officiële doodsoorzaak wordt verdrinking aangegeven, aangezien de lijkschouwer van New Orleans geen tekenen van kwade opzet heeft gevonden. Barry wordt overleefd door zijn twee dochters, een zoon en twee kleinzonen, evenals een stiefdochter en twee stiefkleindochters.
- William 'Bill' Joseph Cowsill Jr. (9 januari 1948 – 18 februari 2006). Leeftijd 58 jaar. Bill Cowsill overleed in Calgary, Alberta, op de dag voor de herdenkingsdienst van zijn broer Barry in Newport. Hij had de laatste jaren van zijn leven een slechte gezondheid en leed aan emfyseem, het syndroom van Cushing en osteoporose.
- Richard 'Rich' 'Dick' James Cowsill (26 augustus 1949 – 8 juli 2014). Leeftijd 64 jaar. Richard Cowsill stierf in zijn huis in Rio Rancho, New Mexico, na een gevecht met longkanker.

## Discografie

### Singles
- 1967: The Rain, The Park And Other Things
- 1968: We Can Fly
- 1968: Indian Lake
- 1969: Hair